# Peter Coulmas
Peter Coulmas, geboren als Petros Koulmassis, (* 29. August 1914 in Dresden; † 9. Januar 2003 in Köln) war ein deutscher Buchautor, Publizist und Journalist. Coulmas ist Vater des Japanologen Florian Coulmas und des Regisseurs Timon Koulmassis, der die Lebensgeschichte seines Vaters während des 2. Weltkrieges in Athen in einer filmischen Dokumentation verarbeitet hat.

## Leben
Coulmas wurde als Sohn eines griechischen Zigarettenfabrikanten in Dresden geboren und besuchte dort das Gymnasium. Nach seinem Abitur studierte er an der Technischen Hochschule seiner Heimatstadt, später in Berlin, Genf, Freiburg und Hamburg Soziologie, Philosophie und Literaturwissenschaft. Ab 1936 arbeitete er als Assistent an der Universität Athen. Wegen seines Eintretens für Demokratie wurde er 1936 vom autoritären Regime Ioannis Metaxas’ verhaftet, durfte jedoch nach einigen Monaten nach Deutschland ausreisen. 1943 vollendete er seine Habilitationsschrift Zukunft und Vergangenheit im politischen Denken der deutschen Romantik.
Beruflich war Coulmas zunächst als Journalist für griechische und deutsche Zeitungen tätig und verfasste vor allem Reiseberichte und Reportagen. U. a. berichtete er als Korrespondent aus dem Kongo, im Algerienkrieg sowie während der Sueskrise. Zudem war er Autor mehrerer Sachbücher und Herausgeber außenpolitischer Schriften. Mitte der 1960er Jahre wechselte er zum WDR nach Köln, wo er die Funktion des leitenden außenpolitischen Redakteurs übernahm. Maßgeblich beteiligt war er am Aufbau eines speziellen Hörfunkprogramms für ausländische Gastarbeiter, aus dem das heutige Funkhaus Europa hervorging.
Coulmas lebte in Köln-Marienburg und war mit der griechischen Schriftstellerin und Diplomatin Danae Coulmas verheiratet. Gemeinsam engagierte sich das Paar gegen die griechische Militärdiktatur und unterhielt Kontakte zu Persönlichkeiten wie Willy Brandt, Gustav Heinemann und Walter Scheel.
1979 verließ Coulmas den WDR und war fortan als freier Autor tätig. Schwerpunkt seiner wissenschaftlichen Tätigkeit waren Fragen des Weltfriedens und des Kosmopolitismus. 1990 veröffentlichte er das Buch Weltbürger – Geschichte einer Menschheitssehnsucht, welches als sein bedeutendstes Werk gilt. Außerdem war er von 1997 bis zu seinem Tod Ehrenpräsident der deutschen Sektion der kosmopolitischen Weltföderation WFM.

## Werke (Auswahl)

### Autor
- Fichtes Idee der Arbeit. 1939.
- Zwischen Nil und Tigris – Nahost im Brennpunkt der Welt. 1958.
- Der Fluch der Freiheit – Wohin marschiert die farbige Welt? 1963.
- Radio ohne Zukunft? – Wiederkehr und Wandel eines Mediums. 1973.
- Weltbürger – Geschichte einer Menschheitssehnsucht. 1990.

### Herausgeber
- Frankreich deutet sich selbst. 1961.
- England deutet sich selbst. 1962.
- Amerika deutet sich selbst. 1965.